# Liste des chapitres de Slam Dunk
La liste des chapitres de Slam Dunk décrite ci-dessous est un complément de l'article sur le manga Slam Dunk. Il contient la liste des volumes du manga parus en presse à partir du tome 1, avec les chapitres qu'ils contiennent.

## Volumes reliés

### Tomes 1 à 10
| no | Japonais         | Japonais          | Français         | Français          |
| no | Date de sortie   | ISBN              | Date de sortie   | ISBN              |
| --- | ---------------- | ----------------- | ---------------- | ----------------- |
| 1 | 8 février 1991   | 978-4-08-871611-4 | 1er mars 1999    | 978-2-87-129229-6 |
| Titre du volume : Sakuragi Couverture : Hanamichi SakuragiListe des chapitres : - 1er chapitre Sakuragi (桜木君, Sakuragi-kun) - 2e chapitre Je m'appelle Kaede Rukawa (流川楓だ, Rukawa Kaede) - 3e chapitre Blood - 4e chapitre Le vieux gorille (ゴリラジジイ, Gorirajijii) - 5e chapitre L'amour triomphe (愛は勝つ, Ai wa Katsu) - 6e chapitre Jam! - 7e chapitre Je suis basketteur (I'm バスケットマン, I'm Basuketto Man) - 8e chapitre Hanamichi entre au club (Kadō Nyūbu) - 9e chapitre Les bases sont primoridiales (基本が大事, Kihon ga Daiji) |                  |                   |                  |                   |
| 2 | 10 juin 1991     | 978-4-08-871612-1 | 1er mai 1999     | 978-2-87-129230-2 |
| Titre du volume : New Power Generation Couverture : Hanamichi Sakuragi, Takenori Akagi et Kaede RukawaListe des chapitres : - 10e chapitre Un après-midi dans la vie d'un garçon sans volonté (根性なしの午後, Konjō Nashi no Gogo) - 11e chapitre Le bouddha aux cheveux blancs (白髪仏, Hakuhatsu Hotoke) - 12e chapitre La vraie confrontation (本物対決, Honmono Taiketsu) - 13e chapitre Sky-Walker - 14e chapitre New Power Generation - 15e chapitre Un jour de pluie (ある雨の日, Aru Ame no Hi) - 16e chapitre Un type doué (実力者, Jitsuryokusha) - 17e chapitre Judo-Man (柔道男, Jūdō Otoko) - 18e chapitre What I am |                  |                   |                  |                   |
| 3 | 10 juillet 1991  | 978-4-08-871613-8 | 1er août 1999    | 978-2-87-129231-9 |
| Titre du volume : Les "paniers de paysans" sont difficiles Couverture : Haruko Akagi et Hanamichi SakuragiListe des chapitres : - 19e chapitre Le gorille est de super bonne humeur (ゴリ上機嫌, Gori Jōkigen) - 20e chapitre Les "paniers de paysans" sont difficiles (庶民のシュートは難しい, Shomin no Shūto wa Muzukashii) - 21e chapitre Une telle sensation (その感覚, Sono Kankaku) - 22e chapitre "J'en prends note" (「要チェックや」, Yō Chekku Ya) - 23e chapitre Un garçon hors du commun (ただ者じゃない男, Tadamono Ja Nai Otoko) - 24e chapitre La veille du match (明日の前の日, Ashita no Mae no Hi) - 25e chapitre Deux personnes liées par le destin (因縁の二人, In'nen no Ninin) - 26e chapitre L'arme secrète (秘密兵器と呼ばれて, Himitsu Heiki to Yobarete) |                  |                   |                  |                   |
| 4 | 7 août 1991      | 978-4-08-871614-5 | 1er octobre 1999 | 978-2-87-129232-6 |
| Titre du volume : Apparition du héros !! Couverture : Hanamichi SakuragiListe des chapitres : - 27e chapitre Le capitaine s'enflamme (燃えるキャプテン, Moeru Kyaputen) - 28e chapitre Ryônan déchaîné (ドトウの陵南, Dotō no Ryōnan) - 29e chapitre Un sacré niveau (超高校級, Chō Kōkō Kyū) - 30e chapitre Contre-attaque (Counter Attack) - 31e chapitre Impatience (うずうず, Uzuuzu) - 32e chapitre Un type dangereux (危険人物, Kiken Jinbutsu) - 33e chapitre Palpitations (ドキドキ, Fokidoki) - 34e chapitre Apparition du héros !! (主役登場 !!, Shuyaku Tōjō!!) - 35e chapitre C'est qui, ce mec ? (なんだコイツは, Nanda Koitsu wa) |                  |                   |                  |                   |
| 5 | 9 octobre 1991   | 978-4-08-871615-2 | 1er janvier 2000 | 978-2-87-129233-3 |
| Titre du volume : Rebond Couverture : Kaede Rukawa et Hanamichi Sakuragi (de dos)Liste des chapitres : - 36e chapitre Mauvais calcul de Taoka (田岡の誤算, Taoka no Gosan) - 37e chapitre Pendant que le gorille n'y est pas (ゴリのいぬ間に, Gori no Inu Kan ni) - 38e chapitre Rebond (Rebound) - 39e chapitre Les désillutions du Roi du rebond (リバウンド王の苦悩, Ribaundo Ō no Kunō) - 40e chapitre C'est pas çaaa ! (ちが〜〜〜〜う, Chiga~~u) - 41e chapitre Le Génie (天才, Tensai) - 42e chapitre On n'arrête pas quelqu'un qui déteste perdre (負けず嫌いは止まらない, Makezuigirai wa Tomaranai) - 43e chapitre Les 2 dernières minutes (ラスト2分, Rasuto 2-Fun) - 44e chapitre C'est Sendô (仙道君です, Sendō-kun Desu)                                              |                  |                   |                  |                   |
| 6 | 3 décembre 1991  | 978-4-08-871616-9 | 1er mars 2000    | 978-2-87-129261-6 |
| Titre du volume : Nothing to lose Couverture : Takenori Akagi, Hanamichi Sakuragi et Kaede Rukawa (arrière-plans)Liste des chapitres : - 45e chapitre Unbelievable - 46e chapitre No Time - 47e chapitre Celui par qui la victoire arrive (勝利を呼ぶ男, Shōri o Yobu Otoko) - 48e chapitre Nothing to lose - 49e chapitre Les baskets (バッシュ, Basshu) - 50e chapitre Arrivé tardive (遅れてきた男, Okurete Kita Otoko) - 51e chapitre Un mec avec des super problèmes (スーパー問題児, Sūpā Mondaiji) - 52e chapitre Une sale histoire (事件, Jiken) - 53e chapitre Un mauvais pressentiment (イヤな予感, Iya na Yokan) |                  |                   |                  |                   |
| 7 | 10 mars 1992     | 978-4-08-871617-6 | 1er mai 2000     | 978-2-87-129262-3 |
| Titre du volume : Le dernier jour du club de basket Couverture : Hanamichi Sakuragi, Mito Yohei, Takamiya Nozomi, Ōkusu Yuji et Noma JuichiroListe des chapitres : - 54e chapitre T'es un mec chiant, mais... (やな奴だけど, Yanayatsu dakedo) - 55e chapitre Les voyous (不良, Furyō) - 56e chapitre En chaussures de ville au gymnase (土足, Dosoku) - 57e chapitre So sticky - 58e chapitre Le dernier jour du club de basket (バスケ部最後の日, Basuke-bu Saigo no Hi) - 59e chapitre Burst - 60e chapitre Et alors ? (それがどうした, Sore ga Dōshita) - 61e chapitre Les justiciers (正義の味方, Seigi no Mikata) - 62e chapitre La bande de Sakuragi (桜木軍団, Sakuragi-gundan)                                                                                             |                  |                   |                  |                   |
| 8 | 10 juin 1992     | 978-4-08-871618-3 | 1er juillet 2000 | 978-2-87-129263-0 |
| Titre du volume : Basket-ball Couverture : Hanamichi Sakuragi et Kaede RukawaListe des chapitres : - 63e chapitre Tu ne reviendras plus jamais (「2度と来ない」, Nido to Konai) - 64e chapitre Mitsui (三井) - 65e chapitre Enlevez vos chaussures (靴を脱げ, Kutsu o nuge) - 66e chapitre MVP - 67e chapitre Victoire nationale (全国制覇, Zendoku Seiha) - 68e chapitre Hisashi Mitsui, 15 ans (三井寿15歳, Mitsui Hasashi Jūgo-sai) - 69e chapitre Wish - 70e chapitre J'ai plus mal (痛くねえ, Itakunē) - 71e chapitre Basket-ball (Basketball) |                  |                   |                  |                   |
| 9 | 4 septembre 1992 | 978-4-08-871619-0 | 1er octobre 2000 | 978-2-87-129264-7 |
| Titre du volume : La bande des jeunes à problèmes Couverture : Hanamichi Sakuragi, Kaede Rukawa, Ryôta Miyagi et Hisashi MitsuiListe des chapitres : - 72e chapitre Start - 73e chapitre Le 19 mai (5月19日, Gogatsu Nijūkunichi) - 74e chapitre La bande des jeunes à problèmes (問題児集団, Mondaiji Shūdan) - 75e chapitre Who are those guys? - 76e chapitre Lancer franc (Freethrow) - 77e chapitre Rookie sensation - 78e chapitre La preuve de "génialité" (天才の証明, Tensai no Shōmei) - 79e chapitre Le blues du génie (天才の憂鬱, Tensai no Yū'utsu) - 80e chapitre Le blues du génie - 2e partie (天才の憂鬱, Tensai no Yū'utsu Tsū) |                  |                   |                  |                   |
| 10 | 2 décembre 1992  | 978-4-08-871620-6 | 1er octobre 2000 | 978-2-87-129318-7 |
| Titre du volume : Sakuragi, le roi du rebond Couverture : Hanamichi Sakuragi et l'équipe du lycée de Shôyô (premier plan)Liste des chapitres : - 81e chapitre Un adversaire de taille (強豪, Kyōgō) - 82e chapitre Tip Off - 83e chapitre Le pivot "number one" (No.1センター, Nanbā Wan Sentā) - 84e chapitre Jeu personnel (個人プレー, Kojin Purē) - 85e chapitre Pas de taille (ミスマッチ, Misumatchi) - 86e chapitre L'erreur de calcul de Shôyô (翔陽の誤算, Shōyō no Gosan) - 87e chapitre Bien terminer une 1ère mi-temps (前半の終わり方, Zenhan no Owarikata) - 88e chapitre Sakuragi, le roi du rebond (リバウンド王桜木, Ribaundo Ō Sakuragi) - 89e chapitre Le n°4 du lycée Shôyô (翔陽＃4,, Shōyō Nanbā Fō)                                                          |                  |                   |                  |                   |

### Tomes 11 à 20
| no | Japonais         | Japonais          | Français           | Français          |
| no | Date de sortie   | ISBN              | Date de sortie     | ISBN              |
| --- | ---------------- | ----------------- | ------------------ | ----------------- |
| 11 | 4 février 1994   | 978-4-08-871621-3 | 3 mars 2001        | 978-2-87-129341-5 |
| Titre du volume : Même si c'est de la chance Couverture : Hanamichi Sakuragi et Ryôta MiyagiListe des chapitres : - 90e chapitre Shôyô, l'équipe de Fujima (藤真のいる翔陽, Fujima no iru Shōyō) - 91e chapitre 60 secondes (60 Seconds) - 92e chapitre Du mal à marquer (勝ちにいく, Kachi ni Iku) - 93e chapitre Quand Mitsui atteint ses limites (三井限界説, Mitsui Genkaisetsu) - 94e chapitre Un gros nul (大バカヤロウ, Dai-Bakayarō) - 95e chapitre Quatre fautes (4ファウル, Fō Fauru) - 96e chapitre Rookies - 97e chapitre Même si c'est de la chance (マグレだとしても, Magure da toshitemo) - 98e chapitre La célébrité du jour (今日の有名人, Kyō no Yūmeijin)                                                                                              |                  |                   |                    |                   |
| 12 | 2 avril 1993     | 978-4-08-871622-0 | 14 avril 2001      | 978-2-87-129342-2 |
| Titre du volume : Un challenge pour le champion Couverture : Ryôta Miyagi, Hisashi Mitsui, Kaede Rukawa, Hanamichi Sakuragi et Takenori AkagiListe des chapitres : - 99e chapitre Un challenge pour le champion (王者への挑戦, Ōja e no Chōsen) - 100e chapitre Le pilier principal (大黒柱, Daikokubashira) - 101e chapitre Débordants d'énergie (気合入りまくり, Kiai-iri Makuri) - 102e chapitre Run & gun (ラン＆ガン, Ran Ando Gan) - 103e chapitre Rivalité des puissances (群雄割拠, Gun'yūkakkyo) - 104e chapitre Un joueur imprévisible (計算外プレイヤー, Keisan-gai Pureiyā) - 105e chapitre Un génie et un menu fretin (天才と雑魚, Tensai to Zako) - 106e chapitre Sakuragi mis à nu (裸の桜木, Hadaka no Sakuragi) - 107e chapitre En réserve (温存, Onzon) |                  |                   |                    |                   |
| 13 | 4 juin 1993      | 978-4-08-871623-7 | 2 juin 2001        | 978-2-87-129343-9 |
| Titre du volume : Rien ne l'arrête Couverture : Kiyota Nobunaga, Kaede Rukawa et Hanamichi Sakuragi (arrière-plan)Liste des chapitres : - 108e chapitre Une puissante machine à rebonds (超強力リバウンドマシーン, Chōkyō Ribaundo Mashīn) - 109e chapitre Accident (Accident) - 110e chapitre Le vide laissé par le gorille (ゴリの穴, Gori no Ana) - 111e chapitre Le petit frère de King Kong (キングコング・弟, Kingu Kongu Otōto) - 112e chapitre Egoïste (Selfish) - 113e chapitre Rien ne l'arrête (Unstoppable) - 114e chapitre Rule the game - 115e chapitre La champion de Shôhoku (湘北のエース, Shōhoku no Ēsu) - 116e chapitre Le gorille est de retour (ゴリ Is Back, Gori Izu Bakku)                                                                       |                  |                   |                    |                   |
| 14 | 4 août 1993      | 978-4-08-871624-4 | 1er septembre 2001 | 978-2-87-129344-6 |
| Titre du volume : The best Couverture : Shinichi Maki, Takenori Akagi et Hanamichi SakuragiListe des chapitres : - 117e chapitre D'ici un ou deux ans (1年か2年後, Ichinen kara Ninen go) - 118e chapitre Deux stars (両雄, Ryōyū) - 119e chapitre The best - 120e chapitre Silk - 121e chapitre Le plan de l'entraîneur Anzai (安西作戦, Anzai Sakusen) - 122e chapitre Un gars en pleine forme (元気な男, Genki na Otoko) - 123e chapitre Humiliation (屈辱, Kutsujoku) - 124e chapitre I play to win - 125e chapitre Dur à cuire (しぶとい奴ら, Shitobi Yatsura) |                  |                   |                    |                   |
| 15 | 4 octobre 1993   | 978-4-08-871625-1 | 10 novembre 2001   | 978-2-87-129345-3 |
| Titre du volume : L'enfer et le paradis Couverture : Hanamichi SakuragiListe des chapitres : - 126e chapitre A bout de forces (体力の限界, Tairyoku no Genkai) - 127e chapitre Maki vaincu (打倒・牧, Datō Maki) - 128e chapitre La fierté du "génie" (天才の名にかけて, Tensai no Na ni Kakete) - 129e chapitre La fierté du "génie" - 2e partie (天才の名にかけて2, Tensai no Na ni Kakete Tsū) - 130e chapitre L'enfer et le paradis (天国と地獄, Tengoku to Jigoku) - 131e chapitre L'enfer et le paradis - 2e partie (天国と地獄, Tengoku to Jigoku Tsū) - 132e chapitre Au pied du mur (がけっぷち, Gakeppuchi) - 133e chapitre Question de responsabilité (責任問題, Sekinin Mondai) - 134e chapitre La riposte du tondu (ボーズ頭の逆襲, Bōzu-atama no Gyakushū)  |                  |                   |                    |                   |
| 16 | 4 décembre 1993  | 978-4-08-871626-8 | 19 janvier 2002    | 978-2-87-129403-0 |
| Titre du volume : Survival game Couverture : Maki Shinichi, Sendô Akira et Hanamichi SakuragiListe des chapitres : - 135e chapitre Mitsui en pivot (センター三井, Sentā Mitsui) - 136e chapitre Réussir les shoots (シュートをねらえ, Shūto o Nera e) - 137e chapitre Trois jours (3 Days) - 138e chapitre Survival game (サバイバル・ゲーム, Sabaibaru Gēmu) - 139e chapitre Le défi de Ryônan (陵南の挑戦, Ryōnan no Chōsen) - 140e chapitre La stratégie (奇策, Kisaku) - 141e chapitre Arrière meneur (Point Guard) - 142e chapitre Le secret de Fuku Chan (フクちゃんの秘密, Fuku-chan no Himitsu) - 143e chapitre La vague Kainan (海南 Wave, Kainan Weibu) |                  |                   |                    |                   |
| 17 | 4 février 1994   | 978-4-08-871627-5 | 2 mars 2002        | 978-2-87-129411-5 |
| Titre du volume : La place à prendre Couverture : AyakoListe des chapitres : - 144e chapitre La route vers le tournoi national (全国への道, Zenkoku e no Michi) - 145e chapitre Des supporters face à face (スーパースター対決, Sūpāsutā Taiketsu) - 146e chapitre Encore un petit effort (もうひとがんばり, Mō hito ganbari) - 147e chapitre Scénario à la Sendô (仙道のシナリオ, Sendō no Shinario) - 148e chapitre Papy (オヤジ, Oyaji) - 149e chapitre La place à prendre (最後の椅子, Saigo no Isu) - 150e chapitre Shôhoku et Ryônan (湘北と陵南, Shōhoku to Ryōnan) - 151e chapitre Above the rim - 152e chapitre Isolement (アイソレーション, Aisorēshon) |                  |                   |                    |                   |
| 18 | 4 avril 1994     | 978-4-08-871628-2 | 8 juin 2002        | 978-2-87-129426-9 |
| Titre du volume : Piégé Couverture : Hanamichi Sakuragi, Kicchou Fukuda, Uozumi Jun et Takenori AkagiListe des chapitres : - 153e chapitre C'est dans la poche (抜けそう, Nuke-sō) - 154e chapitre Le malheur du gorille (ゴリ異変, Gori Ihen) - 155e chapitre Le rugissement du chef des singes (ボス猿咆哮, Bosu Saru Hōkō) - 156e chapitre Les deux imbéciles (メチャクチャな2人, Mechakucha na Futari) - 157e chapitre 2e humiliation (屈辱2, Kutsujoku Tsū) - 158e chapitre Piégé (落とし穴の予感, Otoshiana no Yokan) - 159e chapitre Acclamez-moi (ホメてくれ, Hometekure) - 160e chapitre L'expérience (経験, Keikan) - 161e chapitre La défaite (敗北, Haiboku)                                                                                                  |                  |                   |                    |                   |
| 19 | 4 juillet 1994   | 978-4-08-871629-9 | 9 novembre 2002    | 978-2-87-129437-5 |
| Titre du volume : Le champion Couverture : Hanamichi Sakuragi, Takenori Akagi, Ryôta Miyagi, Hisashi Mitsui et Kaede RukawaListe des chapitres : - 162e chapitre Seconde mi-temps (2nd Half) - 163e chapitre 1ère mi-temps effacée (沈黙の前半, Chinmoku no Zenhan) - 164e chapitre Champion (エース, Ēsu) - 165e chapitre Endurance (我慢, Gaman) - 166e chapitre Le gagneur (こりない男, Korinai otoko) - 167e chapitre Joli coup (ファインプレイ, Fain Purei) - 168e chapitre Le rêve de Taoka (田岡の夢, Taoka no Yume) - 169e chapitre Sakuragi, roi du rebond, se donne à fond (リバウンド王・桜木奮闘, Ribaundo Ō Sakuragi funtō) - 170e chapitre Le cri de la victoire (勝利の雄叫び, Shōri no Otakebi)                                                           |                  |                   |                    |                   |
| 20 | 2 septembre 1994 | 978-4-08-871630-5 | 18 janvier 2003    | 978-2-87-129444-3 |
| Titre du volume : Shôhoku s'effondre Couverture : Koshino Hiroaki, Uozumi Jun, Sendô Akira, Hanamichi Sakuragi, Kicchou Fukuda et Ryoji IkegamiListe des chapitres : - 171e chapitre Vous êtes très forts (君たちは強い, Kimi-tachi wa Tsuyoi) - 172e chapitre Le retour du chef des singes (ボス Is Back, Bosu izu bakku) - 173e chapitre Concentration (集中力, Shūchūryoku) - 174e chapitre Blue Color - 175e chapitre Le premier rôle (主役, Shuyaku) - 176e chapitre Angoisses (不安要素, Fuan Yōso) - 177e chapitre Né pour marquer (点取り屋, Tentori-ya) - 178e chapitre Sendô se déchaîne (仙道 ON FIRE, Sendō on Faiyå) - 179e chapitre Shôhoku s'effondre (湘北崩壊, Shōhoku Hōkai)                                                                            |                  |                   |                    |                   |

### Tomes 21 à 31
| no | Japonais          | Japonais          | Français          | Français          |
| no | Date de sortie    | ISBN              | Date de sortie    | ISBN              |
| --- | ----------------- | ----------------- | ----------------- | ----------------- |
| 21 | 4 novembre 1994   | 978-4-08-871841-5 | 1er mars 2003     | 978-2-87-129505-1 |
| Titre du volume : La victoire à tout prix Couverture : Hanamichi SakuragiListe des chapitres : - 180e chapitre Les remords de Mitsui (三井悔恨, Mitsui Kaikon) - 181e chapitre Sakuragi, le débutant (素人・桜木, Shirōto Sakuragi) - 182e chapitre Sakuragi, le débutant - 2e partie (素人・桜木2, Shirōto Sakuragi Tsū) - 183e chapitre Le bigleux (メガネ君, Megane-kun) - 184e chapitre La victoire à tout prix (勝敗, Shōhai) - 185e chapitre Le tournoi interlycée (インターハイ, Intāhai) - 186e chapitre La star d'Aichi (愛知の星, Aichi no Hoshi) - 187e chapitre Le tondu de la seconde (1年坊主, Ichinen Bōzu) - 188e chapitre Hikoichi retourne à Osaka (彦一、大阪へ帰る, Hikoichi, Ōsaka ni Kaeru)                                                                             |                   |                   |                   |                   |
| 22 | 26 décembre 1994  | 978-4-08-871842-2 | 3 mai 2003        | 978-2-87-129520-4 |
| Titre du volume : 1er round Couverture : Kaede Rukawa et Hanamichi Sakuragi (arrière-plan)Liste des chapitres : - 189e chapitre Le pays du basket-ball (バスケットの国, Basuketto no Kuni) - 190e chapitre Le meilleur lycéen du pays (日本一の高校生, Nippon ichi no Kōkōsei) - 191e chapitre Un contre un (1 on 1) - 192e chapitre 1er round (1st Round) - 193e chapitre Attention, c'est le tournoi national ! (全国が危ない, Zenkoku ga abunai) - 194e chapitre Le stage d'entraînement (合宿, Gasshuku) - 195e chapitre Le stage d'entraînement - 2e partie (合宿2, Gasshuku Tsū) - 196e chapitre Le stage d'entraînement - 3e partie (合宿3, Gasshuku Surī) - 197e chapitre La paire de baskets (toute neuve) (バッシュ (brand-new), Basshu (burando-nyū))                              |                   |                   |                   |                   |
| 23 | 3 mars 1995       | 978-4-08-871843-9 | 7 août 2003       | 978-2-87-129531-0 |
| Titre du volume : Rang A & Rang C Couverture : Ryôta Miyagi et Hanamichi SakuragiListe des chapitres : - 198e chapitre Le shinkansen (新幹線) - 199e chapitre La veille du tournoi (緒戦前夜, Shosen Zen'ya) - 200e chapitre Toyotama : rang A - Shôhoku : rang C (Aランク豊玉・Cランク湘北, Ē Ranku Toyotama - Shī Ranku Shōhoku) - 201e chapitre Rang A & rang C (AランクとCランク, Ē Ranku to Shī Ranku) - 202e chapitre Le génie en colère (怒れる天才, Okoreru Tensai) - 203e chapitre Le gorille en pleine forme (ゴリ絶好調, Gori Zekkōchō) - 204e chapitre Tir en extension (ジャンプシュート, Janpu Shūto) - 205e chapitre Le redoutable tueur de champions (疑惑のエースキラー, Giwaku no Ēsu Kirā) - 206e chapitre Nous sommes trop optimistes (オレたちは甘い, Ore-tachi wa Amai) |                   |                   |                   |                   |
| 24 | 2 juin 1995       | 978-4-08-871844-6 | 12 octobre 2003   | 978-2-87-129549-5 |
| Titre du volume : Pour la victoire Couverture : Hisashi Mitsui et Hanamichi SakuragiListe des chapitres : - 207e chapitre Provoquer la victoire (真っ向勝負, Makkō Shōbu) - 208e chapitre Démonstration du champion (エースの証明, Ēsu no Shōmei) - 209e chapitre Le "panier comme à l'entraînement" (合宿シュート, Gassuku Shūto) - 210e chapitre Shôhoku à la charge (湘北追撃, Shōhoku Tsuigeki) - 211e chapitre Implosion (内部崩壊, Naibu Hōkai) - 212e chapitre Pour la victoire (勝利のために, Shōri no Tame ni) - 213e chapitre Dernier acte du tueur de champions (エースキラーの最期, Ēsu Kirā no Saigo) - 214e chapitre Arracher la victoire (勝利への執念, Shōri e no Shūnen) - 215e chapitre Sannô (ヤマオー, Yamaō)                                                             |                   |                   |                   |                   |
| 25 | 4 septembre 1995  | 978-4-08-871845-3 | 9 décembre 2003   | 978-2-87-129559-4 |
| Titre du volume : L'ultime défi Couverture : Takenori Akagi et Hanamichi SakuragiListe des chapitres : - 216e chapitre Les rois (王者, Ōja) - 217e chapitre Un génie matinal (夜明けの天才, Yoake no Tensai) - 218e chapitre Shôhoku à la loupe (湘北徹底解剖, Shōhoku Tettei Kaibō) - 219e chapitre Les vétérans entrent en scène (強豪登場, Kyōgō Tōjō) - 220e chapitre Avant le match (戦う前, Tatakau mae) - 221e chapitre Impatients de rencontrer le lycée technique Sannô (早く見たいな山王工業, Hayaku mitai San'nō Kōgyō) - 222e chapitre L'ultime défi (最大の挑戦, Saidai no Chōsen) - 223e chapitre "Attaque surprise" (奇襲, "Kishū") - 224e chapitre Des génies ? (天才?, Tensai?)                                                                                              |                   |                   |                   |                   |
| 26 | 1er décembre 1995 | 978-4-08-871846-0 | 9 février 2004    | 978-2-87-129604-1 |
| Titre du volume : L'épreuve de force Couverture : Un supporter de l'équipe du lycée de Shôhoku et Hanamichi Sakuragi (affiche)Liste des chapitres : - 225e chapitre Marqueur (シューター, Shūta) - 226e chapitre Trop facile (出来すぎ, Dekisugi) - 227e chapitre Comme prévu (狙い通り, Neraidōri) - 228e chapitre Fierté (プライド, Puraido) - 229e chapitre "Big Man" (ビッグマン, Biggu Man) - 230e chapitre Guerre des tranchées (局地戦, Kyokuchisen) - 231e chapitre L'épreuve de force (パワー勝負, Pawā Shōbu) - 232e chapitre Bye Bye, Bibendum (サヨナラ丸男, Sayonara Maruo) - 233e chapitre Fureur en seconde période (怒涛の後半, Dōtō no Kōhan) |                   |                   |                   |                   |
| 27 | 2 février 1996    | 978-4-08-871847-7 | 7 avril 2004      | 978-2-87-129541-9 |
| Titre du volume : Shôhoku en difficulté Couverture : Le cinq majeur de ShôhokuListe des chapitres : - 234e chapitre Shôhoku en difficulté (湘北 in Trouble, Shōhoku in Toraburu) - 235e chapitre Pressing de zone (ゾーンプレス, Zōnpuresu) - 236e chapitre Une star rapide (スピードスター, Supīdosutā) - 237e chapitre The Man - 238e chapitre En plein centre (In the Middle) - 239e chapitre Le grand balaise (大っきくてウマい, Daikkikute uma i) - 240e chapitre Shôhoku à la dérive (かっこ悪い湘北, Kakko Warui Shōhoku) - 241e chapitre 4 points - 242e chapitre La carte maîtresse entre en jeu (切り札参上, Kirifuda Sanjō) |                   |                   |                   |                   |
| 28 | 4 avril 1996      | 978-4-08-871848-4 | 1er juin 2004     | 978-2-87-129627-0 |
| Titre du volume : Deux années Couverture : Le cinq majeur de Sannô et Hanamichi SakuragiListe des chapitres : - 243e chapitre Rebonds offensifs - 244e chapitre L'âme de l'équipe (Heart of Team) - 245e chapitre Sortie des ténèbres (闇の外へ, Yami no Soto e) - 246e chapitre La détermination du capitaine (主将の決意, Shushō no Ketsui) - 247e chapitre Inflexible (譲れない, Yuzurenai) - 248e chapitre Deux années (2年間, Ninenkan) - 249e chapitre Confiance (信頼, Shinrai) - 250e chapitre Rythme (リズム, Rizumu) - 251e chapitre Suis le plan (図にのれ, Zu ni nore) |                   |                   |                   |                   |
| 29 | 4 juin 1996       | 978-4-08-871849-1 | 19 septembre 2004 | 978-2-87-129637-9 |
| Titre du volume : Le prodige Couverture : L'équipe de basket-ball du lycée de ShôhokuListe des chapitres : - 252e chapitre Le prodige (逸材, Itsuzai) - 253e chapitre Contre-attaque du champion Sawakita (エース沢北の逆襲, Ēsu Sawakita no Gyakushū) - 254e chapitre Le surchampion (スーパーエース, Sūpā Ēsu) - 255e chapitre Sawakita (沢北) - 256e chapitre Challenges (チャレンジ, Charenji) - 257e chapitre Challenges - 2e partie (チャレンジ2, Charenji Tsū) - 258e chapitre Stratégie préparée (布石, Fuseki) - 259e chapitre Stratégie préparée - 2e partie (布石2, Fuseki Tsū) - 260e chapitre Un prêté pour un rendu (借りは即返さなければならない, Kari wa soku Kaesanakereba naranai)                                                                                          |                   |                   |                   |                   |
| 30 | 2 août 1996       | 978-4-08-871850-7 | 2 octobre 2004    | 978-2-87-129649-2 |
| Titre du volume : Avenir de joueur Couverture : Hanamichi SakuragiListe des chapitres : - 261e chapitre Tir direct (Swish) - 262e chapitre 2 contre 1 (1対2, Wan tai Tsū) - 263e chapitre Une vérité (一理ある, Ichiriaru) - 264e chapitre Le sauveur (救世主, Kyūseishu) - 265e chapitre Directives (指図, Sashizu) - 266e chapitre Point de départ (原点, Genten) - 267e chapitre Avenir de joueur (選手生命, Senshū Shimei) - 268e chapitre La force physique de Sannô, les meilleurs (最強・山王の体力, Saikyō San'nō no Tairyoku) - 269e chapitre Génie malchanceux (天才薄命, Tensai Hakumei) |                   |                   |                   |                   |
| 31 | 3 octobre 1996    | 978-4-08-871839-2 | 4 décembre 2004   | 978-2-87-129660-7 |
| Titre du volume : L'équipe de basket-ball de Shôhoku Couverture : L'équipe de basket-ball de ShôhokuListe des chapitres : - 270e chapitre Le moment de gloire (栄光の時, Eikō no Toki) - 271e chapitre Shôhoku inflexible (ダンコ湘北, Danko Shōhoku) - 272e chapitre Défendre à tout prix ! (死守, Shishu) - 273e chapitre La force du désespoir (死力, Shiryoku) - 274e chapitre A 5 contre 4 (5対4, Faibu tai Fō) - 275e chapitre And One - 276e chapitre L'équipe de basket-ball de Shôhoku (湘北高校バスケットボール部, Shōhoku Kōkō Basukettobōru-bu) |                   |                   |                   |                   |

### Shueisha Books
1. 1 2  Tome 1
2. 1 2  Tome 2
3. 1 2  Tome 3
4. 1 2  Tome 4
5. 1 2  Tome 5
6. 1 2  Tome 6
7. 1 2  Tome 7
8. 1 2  Tome 8
9. 1 2  Tome 9
10. 1 2  Tome 10
11. 1 2  Tome 11
12. 1 2  Tome 12
13. 1 2  Tome 13
14. 1 2  Tome 14
15. 1 2  Tome 15
16. 1 2  Tome 16
17. 1 2  Tome 17
18. 1 2  Tome 18
19. 1 2  Tome 19
20. 1 2  Tome 20
21. 1 2  Tome 21
22. 1 2  Tome 22
23. 1 2  Tome 23
24. 1 2  Tome 24
25. 1 2  Tome 25
26. 1 2  Tome 26
27. 1 2  Tome 27
28. 1 2  Tome 28
29. 1 2  Tome 29
30. 1 2  Tome 30
31. 1 2  Tome 31

### Kana
1. 1 2  Tome 1
2. 1 2  Tome 2
3. 1 2  Tome 3
4. 1 2  Tome 4
5. 1 2  Tome 5
6. 1 2  Tome 6
7. 1 2  Tome 7
8. 1 2  Tome 8
9. 1 2  Tome 9
10. 1 2  Tome 10
11. 1 2  Tome 11
12. 1 2  Tome 12
13. 1 2  Tome 13
14. 1 2  Tome 14
15. 1 2  Tome 15
16. 1 2  Tome 16
17. 1 2  Tome 17
18. 1 2  Tome 18
19. 1 2  Tome 19
20. 1 2  Tome 20
21. 1 2  Tome 21
22. 1 2  Tome 22
23. 1 2  Tome 23
24. 1 2  Tome 24
25. 1 2  Tome 25
26. 1 2  Tome 26
27. 1 2  Tome 27
28. 1 2  Tome 28
29. 1 2  Tome 29
30. 1 2  Tome 30
31. 1 2  Tome 31